# Isaurische Oorlog

De Isaurische Oorlog, van 492 tot 497, was een militaire conflict tussen het Oost-Romeinse Rijk en de Isauriërs, een volk in Anatolië. De Isauriërs die hoge posities bekleden aan het hof werden door de nieuwe keizer Anastasius I uit Constantinopel verdreven. Aan het einde van de oorlog herwon  Anastasius I de controle over de regio Isaurië en werden de leiders van de opstand  gedood.

## Achtergrond
De geschiedschrijver Valerius Maximus schreef over de streek en zijn inwoners : "een onherbergzame streek vol struikrovers" en Plinius de Oudere : "benden struikrovers uit het Taurusgebergte". De inwoners van Constantinopel beschouwden de Isauriërs als barbaren.
Keizer Leo I van Byzantium zag hen als betrouwbare en gedegen soldaten. De weduwe van Leo, Verina haatte ze en zou alles in het werk stellen om haar schoonzoon, de Isauriër Zeno van de troon te stoten. Bij de dood van Zeno (491) hoopte zijn broer Flavius Longinus tot keizer te worden uitgeroepen, maar de weduwe van Zeno, Ariadne, huwde met Anastasius, een hoge ambtenaar van goede afkomst.

## Isaurische Oorlog (492-497)
Na zijn benoeming zette Anastasius veel Isauriërs uit hun ambten en werden ze uit Byzantium verbannen. Hierop kwamen de Isauriërs onder leiding van de usurpator Flavius Longinus, de broer van de overleden keizer, in opstand. De Slag bij Cotyaeum brak al in 492 "de ruggengraat" van deze revolte, wel slaagden de Isauriërs er nog een jaar of vijf in om in de Isaurische bergen een guerrillaoorlog te voeren.